# 郭婉容
郭婉容（1930年1月25日—)，台灣政治人物，中國國民黨籍，出生於日治台灣台南州北門郡西港庄（今台南市西港區）人。曾任財政部部長、行政院經濟建設委員會主任委員及行政院政務委員。她是中華民國第一位女性部長，亦是第一位本省籍財政部部長，在學術與公職皆具成就。

## 生平
郭婉容於1973年在國立台灣大學擔任經濟系教授時，被行政院院長蔣經國延攬至政府部門，陸續擔任經濟建設委員會副主委及中央銀行副總裁；1988至1990年擔任財政部部長；其後並擔任經濟建設委員會主委及行政院政务委员，至2000年始退休。其公職生涯共歷經四屆總統及六任行政院院長。

## 求學任教
郭婉容生長在台南的一個小康家庭，父親為醫生。郭婉容1952年自台灣大學經濟系畢業，其後取得美國麻省理工學院經濟學碩士及日本神戶大學經濟學博士。研究專長在經濟發展、數理經濟學、個體與總體經濟學。此外，郭婉容在台灣大學擔任經濟系教授長達三十六年，學生數眾多。

## 研究著作
她權威著作包括由英國牛津大學出版的Growth with Equity: The Taiwan case（與John C. H. Fei和Gustav Ranis合著，世界銀行, 1979）；The Taiwan Economy in Transition（Westview Press, 1983）；以及《匯率變動對台灣對外貿易與物價之影響及對策》（1973）。她在國內所著有《數理經濟學選論》、《個體經濟學》以及《總體經濟學》等書。

## 公門修行
郭婉容自美國返回台後，即被政府延攬。1973年，她進入時任行政院院長蔣經國所剛剛設立的經濟設計委員會（1977年更名為經濟建設委員會）擔任副主委。六年之後，1979年她成為中央銀行副總裁，擔任副總裁的九年任期間，致力於逐步放鬆對台灣經濟的管制。

### 鐵娘財長
1988年，郭婉容被李登輝總統任命為財政部長，成為臺灣政治史上的第一位女性部長，亦是第一位本省籍財政部部長。在部長任內，她為了成就個人理念，不顧輿論壓力，強行在1988年9月宣布自1989年1月起，復徵證券交易所得稅（證所稅）。但是由於之後造成台灣股市在一個月之內無量下跌19天，並且股市指數由8900餘點跌至5700餘點，最後在沈重的政治經濟壓力之下，本項政策被迫終止，隨後郭婉容制訂課徵證券交易稅（證交稅）政策，至今證交稅仍是台灣的重要稅收項目。此證所稅事件讓郭婉容承受空前壓力。證所稅事件後，郭婉容又擔任一年又八個月的部長，至民國七十九（1990）年六月轉任經建會主委。

### 用人
曾任司法院院長的賴英照，為郭婉容財政部部長任內的財政部政務次長。

### 兩岸突破
1989年5月，郭婉容成為台灣第一位訪問中國大陸的高級官員。她並非以中華民國財政部部長的身分，而是以亞洲開發銀行董事的身分去參加在北京舉行的年會。開幕式當天，會場僅懸掛亞銀旗幟，會旗與主辦方國旗，當演奏主辦方國歌時，郭婉容以起立抱胸，並與團員交談的方式，表達不承認與抗議的立場。當時她的專訪在美國紐約時報第二版被刊登。

## 家族
表哥彭明敏為國際法學者，台灣獨立運動大老。
第一任丈夫劉慶瑞，前台灣大學政治系教授，兩人透過彭明敏結識。婚姻生活十二年（1949-1961），劉慶瑞於1961年因癌症逝世。
第二任丈夫倪文亞，前立法院院長（自1969年再婚，倪文亞於2006年逝世）
三女兒劉憶如，自1986年取得芝加哥大學經濟學博士後，擔任台灣大學財務金融系教授、系主任暨所長，並接受政府延攬，連續兩屆以親民黨不分區第一名擔任中華民國立法院立法委員，其後並任馬英九政府總統府財經諮詢委員暨行政院政務顧問，行政院经建会主委，2012年2月出任财政部长，创下母女都担任财经首长要职的纪录，也創下母女都因為證所稅而請辭財政部長的紀錄。